# Phong Thanh (bản truyền hình)
Phong Thanh (tiếng Trung: 风声, bính âm: Fēng Shēng, tiếng Anh: The Message) được chuyển thể từ tiểu thuyết cùng tên của nhà văn Mạch Gia. Bộ phim kể về thành viên ngầm "Lão Quỷ" của Đảng Cộng sản đột nhập vào tổ chức tình báo giả Nhật Bản, nhưng vào thời điểm mấu chốt đường truyền tin đã bị cắt đứt, họ đối diện với nguy cơ thân phận bị bại lộ. Trong lúc gấp bách, “Lão Quỷ” đã có màn đọ sức với bù nhìn Nhật Bản và đặc vụ quân đội Quốc Dân Đảng. Dù phải trả cái giá đắt thế nào cũng quyết phải truyền tình báo cuối cùng ra bên ngoài.

## Tóm tắt
Năm 1941, đặc công của quân thống Cố Hiểu Mộng đã thành công lẻn vào sở cơ yếu, do vụ ám sát một quan chức cấp cao của Cục Tình báo Nhật Bản, cô cùng Lý Ninh Ngọc, Kim Sinh Hỏa, Ngô Chí Quốc và Bạch Tiểu Niên năm người bọn họ bị Tatsukawa Hihara và Vương Điền Hương bắt vào Cầu Trang, cũng nhờ vậy mà biết được gián điệp của ĐCSTQ có mật danh là "Lão Quỷ" nằm trong số năm người bọn họ. Tatsukawa Hihara đã dùng mọi thủ đoạn để ép "Lão Quỷ" lộ diện, cũng không nghĩ đến "Lão Quỷ" cơ trí đã vạch ra kế hoạch chu toàn để đối phó với quân Nhật, tạo ra đủ loại biểu hiện mê hoặc quân địch, không chỉ khiến nội bộ quân địch rơi vào hỗn loạn, mà còn dùng chính sự hy sinh của mình tìm được Hoàng Tước – gián điệp được Tatsukawa Hihara cài vào ĐCSTQ và hoàn thành mong muốn cuối cùng, bảo vệ an toàn cho Cố Hiểu Mộng.

## Diễn viên

### Diễn viên chính
- Từ Lộ vai Cố Hiểu Mộng
- Văn Vịnh San vai Lý Ninh Ngọc

### Diễn viên phụ
- Chu Nhất Vi vai Tatsukawa Hihara
- Trương Chí Kiên vai Kim Sinh Hỏa
- Dương Hữu Ninh vai Ngô Chí Quốc
- Dư Ngai Lỗi vai Vương Điền Hương
- Ngưu Tử Phiên vai Bạch Tiểu Niên
  - Mã Bách Toàn vai Bạch Tiểu Niên lúc nhỏ
- Lưu Tuấn Hiếu vai Phan Hán Khanh
- Thịnh Lãng Hy vai Hà Tiễn Chúc
- Từ Mẫn vai Cố Dân Chương
- Mã Vệ Quân vai Morita
- Giang Nhất vai Matsui
- Cao Tử Phong vai Kim Thánh Hiền
- Tôn Ninh vai Trương tư lệnh
- Ngưu Phiêu vai Washizu Tetsuo
- Đinh Tử Linh vai Ms. Triệu
- Trương Hạo Nhiên vai Tống Chi Bạch
- Vương Thuần vai Triệu Tiểu Mạn
- Tôn Bố Nhĩ vai Lão Miết
- Phùng Khiêm vai Bạch thúc phụ
- Mã Hiểu Phong vai Tiền Hổ Dực
- Hoàng Quyên vai Kim Nhược Nhàn
- Dương Đình Đông vai Lưu Tông Lâm
- Vương Hải Đích vai Katori Naoto
- Tông Hân Vân vai Cừu Lệnh Mân
- Kim Huy vai Cừu Chính Ân

## Rating

### Truyền hình Bắc Kinh
| Ngày phát sóng    | Rating CSM59 | Rating CSM59 | Rating CSM59                 |
| Ngày phát sóng    | Rating       | Thị phần     | Xếp hạng phim cùng khung giờ |
| ----------------- | ------------ | ------------ | ---------------------------- |
| 24 tháng 12, 2020 | 0.808        | 12.341       | 5                            |
| 25 tháng 12, 2020 | 0.959        | 9.354        | 5                            |
| 26 tháng 12, 2020 | 1.067        | 9.280        | 4                            |
| 27 tháng 12, 2020 | 1.009        | 13.840       | 5                            |
| 28 tháng 12, 2020 | 1.101        | 11.251       | 5                            |
| 29 tháng 12, 2020 | 1.166        | 10.731       | 5                            |
| 30 tháng 12, 2020 | 1.124        | 9.552        | 5                            |
| 1 tháng 1, 2021   | 0.72         | 11.208       | 2                            |
| 2 tháng 1, 2021   | 1.24         | 11.208       | 5                            |
| 3 tháng 1, 2021   | 1.315        | 11.290       | 5                            |
| 4 tháng 1, 2021   | 1.49         | 11.078       | 5                            |
| 5 tháng 1, 2021   | 1.39         | 12.486       | 5                            |
| 6 tháng 1, 2021   | 1.288        | 10.096       | 5                            |
| 7 tháng 1, 2021   | 1.401        | 11.075       | 5                            |
| 8 tháng 1, 2021   | 1.292        | 10.97        | 5                            |
| 9 tháng 1, 2021   | 1.451        | 10.65        | 4                            |
| 10 thang 1, 2021  | 1.45         | 11.24        | 5                            |
| 11 tháng 1, 2021  | 1.555        | 10.42        | 5                            |
| 12 tháng 1, 2021  | 0.844        | 10.51        | 7                            |

## Nhạc phim
| STT | Nhan đề                                          | Phổ lời       | Phổ nhạc      | Ca sĩ         | Thời lượng |
| --- | ------------------------------------------------ | ------------- | ------------- | ------------- | ---------- |
| 1.  | "Một Ngọn Gió Xuân (一捧春风)"                   | Ngô Hạo Thiến | Mã Thượng Hựu | Na Anh        | 4:24       |
| 2.  | "Một Ngọn Gió Xuân (一捧春风)"                   | Ngô Hạo Thiến | Mã Thượng Hựu | Mã Thượng Hựu | 3:57       |
| 3.  | "Dòng Nước Ấm Không Ngừng Chảy (生生不息的暖流)" | Lữ Cảnh Á     | Mã Thượng Hựu | Mã Thượng Hựu | 3:37       |